# Мериман (Небраска)
Мериман (енгл. Merriman) град је у америчкој савезној држави Небраска.

## Демографија
По попису из 2010. године број становника је 128, што је 10 (8,5%) становника више него 2000. године.
| Група             | 2000.       | 2010.       |
| Белци             | 110 (93,2%) | 112 (87,5%) |
| Афроамериканци    | 0 (0,0%)    | 2 (1,6%)    |
| Азијати           | 0 (0,0%)    | 0 (0,0%)    |
| Хиспаноамериканци | 0 (0,0%)    | 1 (0,8%)    |
| Укупно            | 118         | 128         |